# Samsung Experience
 Samsung Experience là một hệ điều hành di động tùy chỉnh dựa trên Android được Samsung thiết kế cho các thiết bị Galaxy của mình. Nó được giới thiệu vào cuối năm 2016 trên bản beta dựa trên Android Nougat cho Galaxy S7, kế nhiệm TouchWiz.

## Lịch sử
TouchWiz là tên cũ được Samsung sử dụng cho giao diện người dùng và biểu tượng.  Ban đầu nó được phát hành vào ngày 4 tháng 6 năm 2010 cho điện thoại thông minh Galaxy S.  Những người đánh giá đã chỉ trích Samsung vì bao gồm quá nhiều tính năng và bloatware, đặc biệt là trong Galaxy S4, bao gồm cái mà nhiều người dùng gọi là " feature creep" của Samsung. Tuy nhiên, trong những năm tiếp theo, Samsung đã loại bỏ dần các phần mềm bloatware và các tính năng bổ sung, cho đến khi TouchWiz không còn được công nhận là TouchWiz, khiến họ đổi tên nó.

## Tính năng, đặc điểm

### Màn hình chính
Samsung Experience thực hiện một số thay đổi đối với màn hình chính mặc định của Android. Biểu tượng ứng dụng nằm ở dưới cùng bên phải của màn hình thay vì ở giữa dưới, thanh tìm kiếm Google Now nằm ngay dưới giữa màn hình thay vì ở trên cùng và có một tiện ích thời tiết (được cung cấp bởi The Weather Channel hoặc AccuWeather ở một số quốc gia hoặc thiết bị được chọn) ở góc trên cùng bên phải của màn hình. Ngoài ra, người dùng có thể chỉnh sửa bố cục lưới ứng dụng.

### Edge UX
"Edge" (kính cong ở cạnh màn hình) ban đầu được giới thiệu trong Galaxy Note Edge và phổ biến với Galaxy S6 Edge.

#### Edges
Cạnh nhiệm vụ cung cấp cho người dùng lối tắt đến các tác vụ thường được sử dụng, chẳng hạn như gọi điện thoại đến một số liên lạc nhất định, đặt hẹn giờ và tạo sự kiện trong S Planner. Đó là một loại biểu tượng (ví dụ: hình ảnh liên lạc [với điện thoại, tin nhắn hoặc biểu tượng thư], biểu tượng ứng dụng có biểu tượng dấu cộng ở góc dưới bên phải hoặc ảnh [từ thư viện của bạn] được che trong hình tròn [ với biểu tượng thư viện ở góc dưới bên phải]) ở bên phải màn hình. Cạnh người cho phép người dùng thêm 5 liên hệ khác nhau để hiển thị trên màn hình, để truy cập nhanh vào các chức năng như gọi điện, nhắn tin và gửi email.  Nó hiển thị tên và hình ảnh của liên hệ. Cạnh ứng dụng hiển thị mười ứng dụng được sử dụng thường xuyên nhất của người dùng, với năm trong hai cột.  Một người dùng cũng có thể thêm một thư mục hoàn chỉnh vào màn hình.

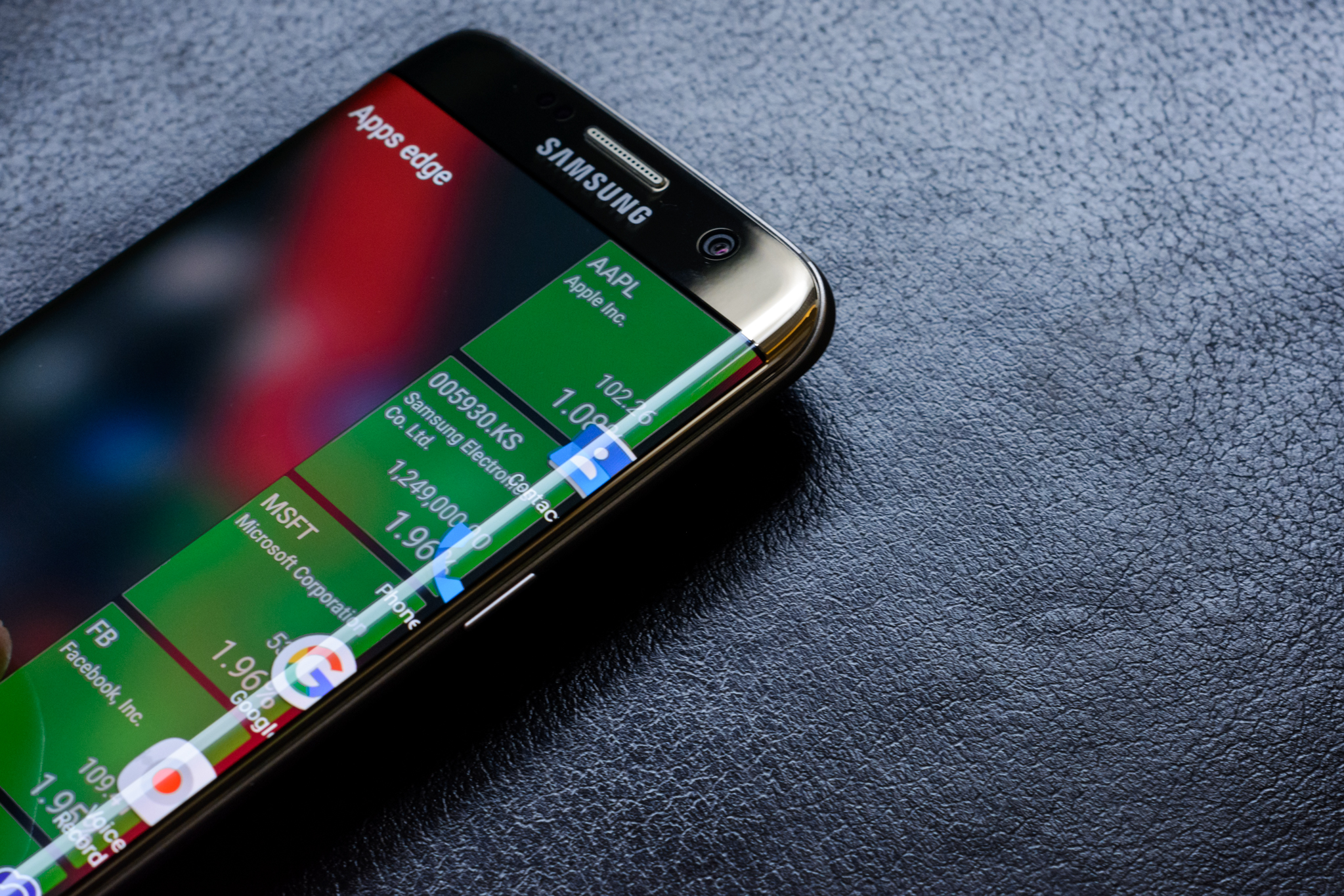
Một chiếc điện thoại Galaxy S7 đang trong quá trình chuyển đổi từ Yahoo! bảng tài chính cho bảng cạnh Ứng dụng.

#### Tấm cạnh
Yahoo! thể thao, tài chính và tin tức là những tấm được bao gồm trong điện thoại. Người dùng có thể tải xuống các bảng bổ sung để dễ sử dụng, chẳng hạn như trình đọc RSS, xu hướng Twitter và tin tức từ CNN.

#### Công cụ nhanh
Với các công cụ nhanh chóng, Edge biến thành thước kẻ, la bàn hoặc đèn pin.

### Always-on display

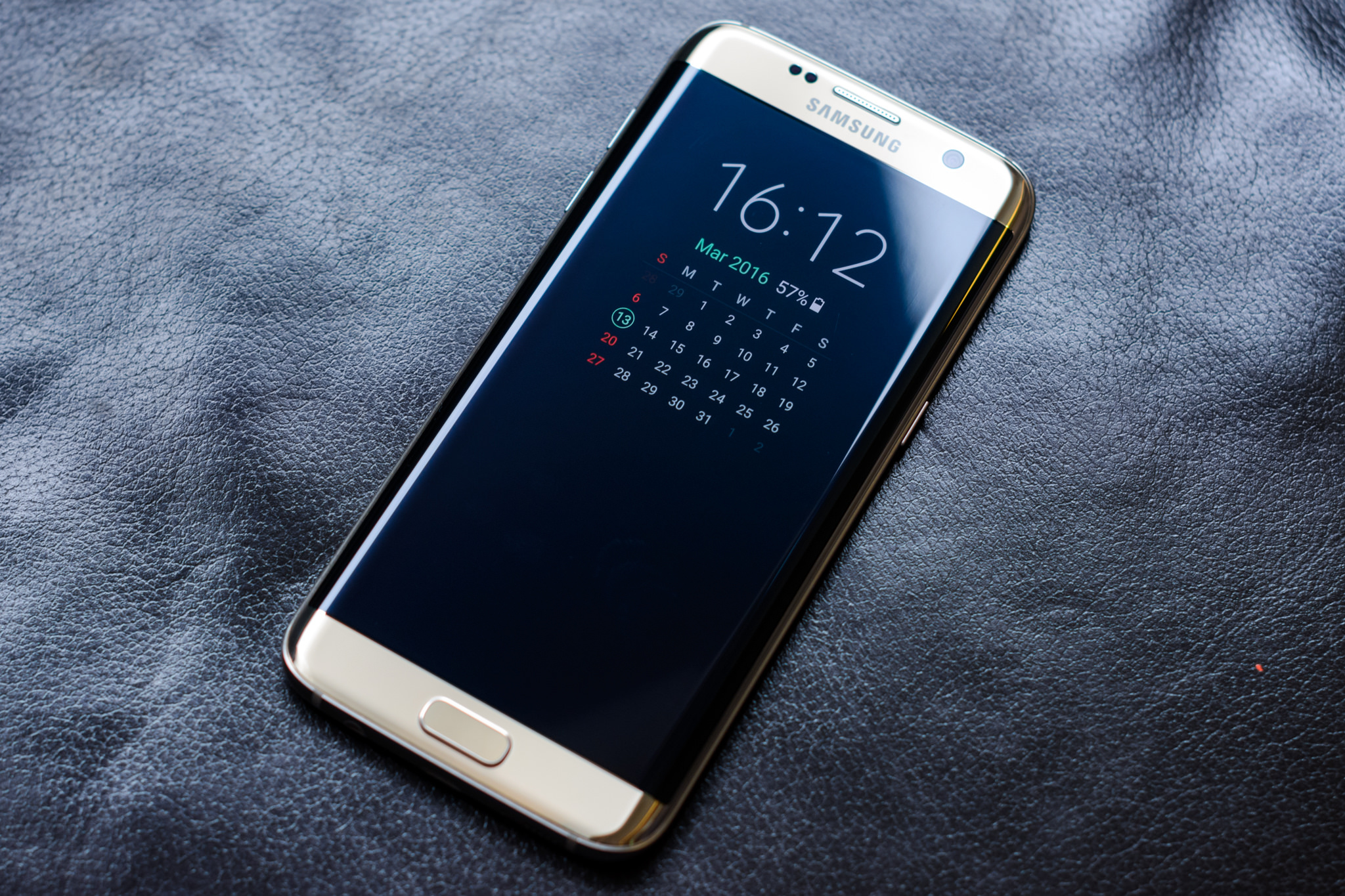
Always-on display trên Galaxy S7 Edge, hiển thị thời gian và lịch.